# The Crimson Chapter EP
The Crimson Chapter EP è il secondo EP del rapper statunitense Mike Shinoda, pubblicato il 1º dicembre 2023 dalla Warner Records e dalla Machine Shop Recordings.

## Descrizione
Contiene i due singoli pubblicati dall'artista nel corso dell'anno, In My Head e Already Over, nonché una serie di remix del singolo e uno del brano Fine, diffuso come singolo nel 2019. Riguardo alla scelta del titolo e al contenuto dell'EP, Shinoda ha dichiarato:

## Tracce
Testi e musiche di Mike Shinoda, eccetto dove indicato.
1. Already Over (Crimson Intro) – 2:11
2. Already Over – 2:40
3. Already Over (Reorganized Mix) – 1:52
4. Fine (Finer Mix) – 3:23
5. Already Over (Fort Minor Mix) (feat. Dom McLennon) – 2:43 (Mike Shinoda, Dom McLennon)
6. In My Head (feat. Kailee Morgue) – 2:52 (Mike Shinoda, Jake Torrey)
7. Already Over (Nothing's There Mix) – 3:07
8. Already Over (Part 2) – 2:32

## Formazione
- Mike Shinoda – voce, strumentazione
- Neal Avron – missaggio (eccetto traccia 6)
- Brian "Big Bass" Gardner – mastering
- Dom McLennon – voce aggiuntiva (traccia 5)
- Kailee Morgue – voce aggiuntiva (traccia 6)
- Manny Marroquin – missaggio (traccia 6)